# Antonio Saca
Elías Antonio ("Tony") Saca González (Usulután, El Salvador, 9 de março de 1965) foi presidente da república de El Salvador de 2004 a 2009. Um conservador (direita), Saca foi eleito a 21 de março de 2004 e assumiu funções a 1 de agosto do mesmo ano, com mandato até 1 de agosto de 2009.

## Trajetória jornalística e empresarial
Antonio Saca, também popularmente conhecido como Tony Saca, nasceu na cidade de Usulután numa família de origem palestina católica que chegou a El Salvador a princípios do século XX. Em 1983, começou a estudar jornalismo na Universidade de El Salvador, mas não concluiu o curso. Desenvolveu a sua carreira como empresário na área de comunicações, como narrador de noticiários, assim como locutor esportivo em rádio e televisão. Participou na criação da Rádio América em seu país, e depois criou e dirigiu a sua própria emissora, a Rádio Astral.
Foi o presidente com maior percentagem de votação favorável desde o último golpe de estado em 1979. Pertence ao partido Alianza Republicana Nacionalista - ARENA. Sucedeu a Francisco Flores Pérez.

## Detenção em 2016
Em outubro de 2016, Elias Saca foi detido acusado de associação criminosa e lavagem de dinheiro. Em nome de Saca moveram-se mais de 15 milhões de dólares (13,6 milhões de euros) para a conta do seu ex-secretário privado Elmer Charlaix, acusado de enriquecimento ilícito em meados de outubro de 2016.
Além de Saca, foram detidos entre outros os ex-secretários da Juventude, César Funes, e das Comunicações, Júlio Rank.
Elias Saca também está a contas com ao justiça por não conseguir justificar mais de quatro milhões de euros (3,6 milhões de euros) do seu património.
Em 2018 foi condenado a 10 anos de prisão.